# Дёро, Альдом
Альдом Дёро (фр. Aldom Deuro; род. 20 декабря 2000, Мали) — малийский футболист, полузащитник бельгийского «Серкль Брюгге».

## Клубная карьера
Воспитанник малийской академии «Африк Футболь Элит». В январе 2019 года подписал контракт с бельгийским клубом «Серкль Брюгге». Срок контракта рассчитан до лета 2023 года.
С начала сезона 2019/20 начал попадать в заявку основной команды на матчи. Дебютировал в чемпионате Бельгии во втором туре с «Остенде». Дёро вышел в стартовом составе и провёл на поле весь матч, а его клуб уступил сопернику 1:3. В середине октября получил травму четырёхглавой мышцы бедра и выбыл на три месяца.

## Статистика выступлений

### Клубная статистика
| Выступление      | Выступление      | Выступление      | Лига | Лига | Кубки | Кубки | Конт.кубки | Конт.кубки | Итого | Итого |
| Клуб             | Лига             | Сезон            | Игры | Голы | Игры  | Голы  | Игры       | Голы       | Игры  | Голы  |
| ---------------- | ---------------- | ---------------- | ---- | ---- | ----- | ----- | ---------- | ---------- | ----- | ----- |
| Серкль Брюгге    | Лига Жюпиле      | 2019/20          | 1    | 0    | 0     | 0     | —          | —          | 1     | 0     |
| Серкль Брюгге    | Итого            | Итого            | 1    | 0    | 0     | 0     | 0          | 0          | 1     | 0     |
| Всего за карьеру | Всего за карьеру | Всего за карьеру | 1    | 0    | 0     | 0     | 0          | 0          | 1     | 0     |